# Келлес-Крауз, Казимеж
Казимеж Ке́ллес-Кра́уз (пол. Kazimierz Kelles-Krauz, 2 марта 1872 — 24 июня 1905) — польский социалист, философ, социолог, публицист и педагог. Теоретик Заграничного союза польских социалистов, затем деятель ППС.
Учился в Сорбонне. Выдвинул концепцию «закона ретроспекции в революции» («идеалы, которыми всякое движение за реформы стремится заменить существующие общественные нормы, всегда сходны с нормами, существовавшими в более или менее отдаленном прошлом…»). Историк Тимоти Снайдер считает его пионером исследования национализма.
Печатался в журнале «Życie».

## Сочинения
- Социология к началу XX века. / Пер. с нем. А. Эдельмана и М. Малых. — [Санкт-Петербург : М. Малых], 1904. — 71 с.
- Что такое экономический материализм? / Пер. с нем. — Киев : Е. П. Горская, 1906. — 41 с.